# ترانه‌شناسی بریتنی اسپیرز
بریتنی اسپیرز خواننده و ترانه‌نویس آمریکایی است که تاکنون نه آلبوم استودیویی، هفت آلبوم گردآوری‌شده، ۴۱ تک‌آهنگ، ۹ تک‌آهنگ تبلیغاتی منتشر کرده‌است و در سه فیلم به عنوان بازیگر مهمان حضور داشته‌است. اسپیرز در سال ۱۹۹۷، به منظور شروع فعالیت خود، یک قرارداد با ناشر آمریکایی جایو رکوردز امضاء کرد.
اسپیرز اولین ترانه خود، «عزیزم یک بار دیگر…» را در سال ۱۹۹۸ همراه اولین آلبومش ... عزیزم یک بار دیگر را منتشر کرد که در جدول آلبوم‌های کانادایی و بیلبورد ۲۰۰ به رتبه اول رسید و توانست ۱۴ نشان پلاتین از انجمن صنعت ضبط موسیقی ایالات متحده آمریکا به‌دست‌آورد. دومین آلبوم استودیویی اسپیرز به نام اوه!... باز هم دسته‌گل به آب دادم در ۱۶ مه ۲۰۰۰ منتشر شد که توانست بیشترین فروش هفته اول برای خواننده زن را با ۱٬۳۱۹٬۱۹۳ نسخه و نشان الماس ایالات متحده را بدست آورد. در نوامبر ۲۰۰۱، این خواننده آلبوم بریتنی را منتشر کرد که تک‌آهنگ «من برده تو هستم» را به همراه داشت و به دلیل تغییر سبک‌موسیقی خود، انتقادهای بسیاری از منتقدان موسیقی را به همراه داشت. پس از وقفه دوساله از زندگی حرفه‌ای خود، اسپیرز چهارمین آلبوم خود را در نوامبر ۲۰۰۳ به‌نام داخل محدوده را منتشر کرد که تک‌آهنگ «من در برابر موسیقی» را با مدانا همراه داشت و در نمودار فروش اروپا به رتبه اول رسید و تک‌آهنگ «سمی» که به یک ترانه بین‌المللی تبدیل شده و توانست جایزه گرمی برای بهترین ضبط موسیقی‌رقص را و بررسی‌های خوبی از منتقدان موسیقی بدست‌آورد. وی اولین آلبوم گردآوری‌شده خود را با نام بهترین آهنگ‌ها: میراث من را یک‌سال بعد منشر کرد که توانست بیش از ۶ میلیون نسخه در جهان به فروش برساند.
پس از تجربه مبارزات شخصی در سال ۲۰۰۷، اسپیرز پنجمین آلبوم استودیویی خود را به نام خاموشی در اکتبر همان سال منتشر کرد. برخلاف همه سوابق قبلی، خاموشی نتوانست از طریق مصاحبه‌های مجله، حضور در برنامه‌های گفتگوی-نمایش یا اجرای تلویزیونی تبلیغ کند و با تور پشتیبان نیز همراه نبود و فقط با اجرا در جایزه موزیک ویدئوی ام‌تی‌وی ۲۰۰۷ این آلبوم را تبلیغ کرد. با انتشار ششمین آلبوم استودیویی خود به نام سیرک، اسپیرز به عنوان تنها خواننده از سال ۱۹۹۱ تا به امروز که دارای چهار رکورد با ۵۰۰۰۰۰ نسخه فروش یا بیشتر شده در ایالات متحده است. با حمایت از آلبوم و انتشار تک‌آهنگ‌های پرفروش بین‌المللی «زن‌باره» و «سیرک»، این آلبوم توانست بیش از چهار میلیون نسخه در سطح جهان به فروش برساند. سومین آلبوم تلفیقی این خواننده به نام مجموعه تک‌آهنگ‌ها، و انتشار تک‌آهنگ «۳» توانست سومین تک آهنگ شماره یک وی در ایالات متحده را به دست آورد. در سال ۲۰۱۱، وی تک‌آهنگ «علیه من به‌کار می‌بری» را منتشر کرد که باعث شد اسپیرز به دومین هنرمند در تاریخ ۵۲ ساله ۱۰۰ آهنگ داغ بیلبورد تبدیل شود که ۲ تک‌آهنگ را در کمترین زمان به شماره یک جدول فروش ۱۰۰ آهنگ داغ بیلبورد بعد از ماریا کری برساند. این تک‌آهنگ در هفتمین آلبوم استودیوی اش به نام زن افسونگر گنجانده شده بود که به شماره یک ایالات متحده رسید و شامل تک‌آهنگ‌های بین‌المللی «تا دنیا دنیاست» و «می‌خوام برم» بود. هشتمین آلبوم استودیویی اسپیرز به نام بریتنی جین، در سال ۲۰۱۳ منتشر شد. این اولین فعالیت اسپیرز تحت ناشر آرسی‌ای رکوردز بود و با دریافت نظرات مختصر از منتقدین موسیقی، موفقیت تجاری کمی را تجربه کرد و به این ترتیب کمترین فروش آلبوم در سابقه کار وی شد. اسپیرز در سال ۲۰۱۴ کار خود را بر روی نهمین آلبوم استودیویی خود را آغاز کرد و همچنین قرارداد خود را با آرسی‌ای رکوردز دوباره تمدید کرد. آلبوم افتخار در سال ۲۰۱۶ منتشر شد و توانست نظرات مثبتی را از منتقدان موسیقی دریافت کند. این آلبوم با ۱۱۱٬۰۰۰ نسخه فروش در شماره سه بیلبورد ۲۰۰ در ایالات متحده رسید و تک آهنگهای «مرا بساز…» و «مهمانی دخترانه» به ترتیب در رتبه ۱۷ و ۸۶ در ۱۰۰ آهنگ داغ و در صدر آهنگ‌های دنس کلاب ایالات متحده به اوج خود رسید.
اسپیرز بیش از ۱۰۰ میلیون رکورد در سراسر جهان به فروش رسانده‌است، از جمله ۷۰ میلیون رکورد در ایالات متحده (۳۶٬۹ میلیون تک آهنگ دیجیتال و ۳۳٬۶ میلیون آلبوم دیجیتال)، و وی به یکی از پرفروش‌ترین هنرمندان موسیقی در تمام دوران تبدیل شده‌است. بیلبورد اسپیرز را به عنوان هشتمین هنرمند دهه ۲۰۰۰ و همچنین وی را به عنوان پرفروش‌ترین آلبوم زن دهه اول قرن بیست و یکم و همچنین به‌طور کلی در رتبه پنجم به رسمیت شناخته‌است. علاوه بر این، انجمن صنعت ضبط آمریکا اسپیرز را با ۳۴٬۵ میلیون آلبوم دارای گواهینامه به عنوان هشتمین هنرمند زن پرفروش در ایالات متحده شناخته کرد. این خواننده یکی از معدود هنرمندان تاریخ است که در هر یک از سه دهه حرفه ای خود یعنی ۱۹۹۰، ۲۰۰۰ و ۲۰۱۰ یک تک‌آهنگ و یک آلبوم شماره یک در اختیار دارد.

## آلبوم‌ها

### آلبوم‌های استودیویی
| عنوان                                                                         | اطلاعات آلبوم                                                                    | موقعیت در جدول‌ها | موقعیت در جدول‌ها | موقعیت در جدول‌ها | موقعیت در جدول‌ها | موقعیت در جدول‌ها | موقعیت در جدول‌ها | موقعیت در جدول‌ها | موقعیت در جدول‌ها | موقعیت در جدول‌ها | موقعیت در جدول‌ها | گواهی‌نامه‌ها | فروش                                                                                              |
| عنوان                                                                         | اطلاعات آلبوم                                                                    | ایالات متحده     | استرالیا         | کانادا           | فرانسه           | آلمان            | ایرلند           | نیوزلند          | سوئد             | سوئیس            | بریتانیا         | گواهی‌نامه‌ها | فروش                                                                                              |
| ----------------------------------------------------------------------------- | -------------------------------------------------------------------------------- | ---------------- | ---------------- | ---------------- | ---------------- | ---------------- | ---------------- | ---------------- | ---------------- | ---------------- | ---------------- | --- | ------------------------------------------------------------------------------------------------- |
| ... عزیزم یک بار دیگر                                                         | - انتشار: ۱۲ ژانویه ۱۹۹۹ - ناشر: جایو - فرمت‌ها: سی‌دی، نوار، ال‌پی، دیجیتال        | ۱                | ۲                | ۱                | ۴                | ۱                | ۶                | ۳                | ۱۰               | ۱                | ۲                | - آمریکا: ۱۴× پلاتین (الماس) - استرالیا: ۴× پلاتین - بریتانیا: ۴× پلاتین - آلمان: ۳× گلد - بین‌المللی: ۴× پلاتین - سوئد: پلاتین - سوئیس: پلاتین - کانادا: الماس - نیوزلند: ۳× پلاتین - سندیکای: ۲× پلاتین | - جهان: ۲۵٬۰۰۰٬۰۰۰ - آمریکا: ۱۰٬۶۰۰٬۰۰۰ - کانادا: ۹۲۲٬۸۲۰ - فرانسه: ۶۲۶٬۰۰۰ - بریتانیا: ۱٬۲۰۰٬۰۰۰ |
| اوه!... باز هم دسته‌گل به آب دادم                                              | - انتشار: ۱۶ مه ۲۰۰۰ - ناشر: جایو - فرمت‌ها: سی‌دی، نوار، ال‌پی، دیجیتال            | ۱                | ۲                | ۱                | ۱                | ۱                | ۳                | ۲                | ۱                | ۱                | ۲                | - آمریکا: الماس - استرالیا: ۳× پلاتین - بریتانیا: ۳× پلاتین - آلمان: ۳× پلاتین - بین‌المللی: ۴× پلاتین - سوئد: پلاتین - سوئیس: ۲× پلاتین - کانادا: ۵× پلاتین - نیوزلند: ۲× پلاتین - سندیکای: پلاتین       | - جهان: ۲۰٬۰۰۰٬۰۰۰ - آمریکا: ۹٬۲۰۱٬۰۰۰ - کانادا: ۷۱۰٬۰۴۴ - فرانسه: ۴۲۰٬۸۰۰ - بریتانیا: ۹۰۶٬۵۰۰    |
| بریتنی                                                                        | - انتشار: ۵ نوامبر ۲۰۰۱ - ناشر: جایو - فرمت‌ها: سی‌دی، نوار، ال‌پی، دیجیتال         | ۱                | ۴                | ۱                | ۲                | ۱                | ۳                | ۱۷               | ۶                | ۱                | ۴                | - آمریکا: ۴× پلاتین - استرالیا: ۲× پلاتین - بریتانیا: پلاتین - فدرال: پلاتین - کانادا: ۳× پلاتین - بین‌المللی: ۲× پلاتین - سوئد: طلا - سوئیس: پلاتین - نیوزلند: طلا - سندیکای: پلاتین                     | - جهان: ۹٬۰۰۰٬۰۰۰ - آمریکا: ۴٬۴۰۰٬۰۰۰ - کانادا: ۳۱۶٬۹۴۴ - فرانسه: ۳۹۶٬۹۰۰ - بریتانیا: ۴۵۹٬۵۰۰     |
| داخل محدوده                                                                   | - انتشار: ۱۶ نوامبر ۲۰۰۳ - ناشر: جایو، زامبا - فرمت‌ها: سی‌دی، نوار، ال‌پی، دیجیتال | ۱                | ۱۰               | ۲                | ۱                | ۲                | ۳                | ۲۵               | ۸                | ۶                | ۱۳               | - آمریکا: ۲× پلاتین - استرالیا: پلاتین - بریتانیا: پلاتین - فدرال: طلا - بین‌المللی: پلاتین - سوئد: طلا - سوئیس: طلا - کانادا: ۳× پلاتین - نیوزلند: طلا - سندیکای: ۲× طلا                                 | - جهان: ۶٬۰۰۰٬۰۰۰ - آمریکا: ۳٬۰۰۰٬۰۰۰ - بریتانیا: ۵۳۴٬۰۰۰                                         |
| خاموشی                                                                        | - انتشار: ۲۵ اکتبر ۲۰۰۷ - ناشر: جایو، زامبا - فرمت‌ها: سی‌دی، نوار، ال‌پی، دیجیتال  | ۲                | ۳                | ۱                | ۲                | ۱۰               | ۱                | ۸                | ۱۱               | ۴                | ۲                | - آمریکا: پلاتین - استرالیا: پلاتین - بریتانیا: طلا - ایرلند: پلاتین - کانادا: پلاتین - نیوزلند: طلا - سندیکای: طلا                                                                                      | - جهان: ۳٬۱۰۰٬۰۰۰ - آمریکا: ۱٬۰۰۰٬۰۰۰ - بریتانیا: ۲۹۱٬۰۷۵                                         |
| سیرک                                                                          | - انتشار: ۲۸ نوامبر ۲۰۰۸ - ناشر: جایو، زامبا - فرمت‌ها: سی‌دی، نوار، ال‌پی، دیجیتال | ۱                | ۳                | ۱                | ۳                | ۹                | ۲                | ۶                | ۱۹               | ۱                | ۴                | - آمریکا: پلاتین - استرالیا: ۲× پلاتین - بریتانیا: پلاتین - آلمان: طلا - سوئیس: طلا - ایرلند: پلاتین - کانادا: ۳× پلاتین - نیوزلند: پلاتین - سندیکای: طلا                                                | - جهان: ۴٬۰۰۰٬۰۰۰ - آمریکا: ۱٬۷۰۰٬۰۰۰                                                             |
| زن افسونگر                                                                    | - انتشار: ۲۵ مارس ۲۰۱۱ - ناشر: جایو - فرمت‌ها: سی‌دی، دیجیتال                      | ۱                | ۱                | ۱                | ۴                | ۱۰               | ۴                | ۳                | ۵                | ۲                | ۸                | - آمریکا: پلاتین - استرالیا: طلا - بریتانیا: طلا - سوئد: طلا - ایرلند: طلا - کانادا: پلاتین - سندیکای: طلا                                                                                               | - آمریکا: ۸۰۳٬۰۰۰                                                                                 |
| بریتنی جین                                                                    | - انتشار: ۲۹ نوامبر ۲۰۱۳ - ناشر: آرسی‌ای - فرمت‌ها: سی‌دی، دیجیتال                  | ۴                | ۱۲               | ۷                | ۲۱               | ۲۰               | ۱۵               | ۲۲               | ۲۸               | ۹                | ۳۴               | - آمریکا: گلد - کانادا: طلا | - آمریکا: ۲۷۶٬۰۰۰                                                                                 |
| افتخار                                                                        | - انتشار: ۲۶ اوت ۲۰۱۶ - ناشر: آرسی‌ای - فرمت‌ها: سی‌دی، نوار، ال‌پی، دیجیتال         | ۳                | ۴                | ۴                | ۶                | ۳                | ۱                | ۸                | ۱۲               | ۴                | ۲                | | - آمریکا: ۱۵۴٬۰۰۰ - فرانسه: ۱۰٬۰۰۰                                                                |
| نشانهٔ «—» مواردی را نشان می‌دهد که در آن کشور منتشر نشده یا به جدول نرسیده‌اند. |                                                                                  |                  |                  |                  |                  |                  |                  |                  |                  |                  |                  | |                                                                                                   |

### آلبوم‌های گردآوری‌شده
| عنوان                                                                         | اطلاعات آلبوم                                                        | موقعیت در جدول‌ها | موقعیت در جدول‌ها | موقعیت در جدول‌ها | موقعیت در جدول‌ها | موقعیت در جدول‌ها | موقعیت در جدول‌ها | موقعیت در جدول‌ها | موقعیت در جدول‌ها | موقعیت در جدول‌ها | موقعیت در جدول‌ها | گواهی‌نامه‌ها | فروش                                                        |
| عنوان                                                                         | اطلاعات آلبوم                                                        | ایالت متحده      | استرالیا         | کانادا           | فرانسه           | آلمان            | ایرلند           | نیوزلند          | سوئد             | سوئیس            | بریتانیا         | گواهی‌نامه‌ها | فروش                                                        |
| ----------------------------------------------------------------------------- | -------------------------------------------------------------------- | ---------------- | ---------------- | ---------------- | ---------------- | ---------------- | ---------------- | ---------------- | ---------------- | ---------------- | ---------------- | --- | ----------------------------------------------------------- |
| بهترین آهنگ‌ها: میراث من                                                       | - انتشار: ۹ نوامبر ۲۰۰۴ - ناشر: جایو، زامبا - فرمت‌ها: سی‌دی، دیجیتال  | ۴                | ۴                | ۳                | ۸۵               | ۴                | ۱                | ۱۷               | ۱۴               | ۶                | ۲                | - آمریکا: پلاتین - استرالیا: ۲× پلاتین - بریتانیا: ۳× پلاتین - آلمان: طلا - سوئیس: طلا - کانادا: طلا - نیوزلند: طلا - سندیکای: ۲× طلا | - جهان: ۶٬۰۰۰٬۰۰۰ - آمریکا: ۱٬۸۰۰٬۰۰۰ - انگلستان: ۱٬۰۰۰٬۰۰۰ |
| بی در میکس: ریمیکس‌ها                                                          | - انتشار: ۲۲ نوامبر ۲۰۰۵ - ناشر: جایو، زامبا - فرمت‌ها: سی‌دی، دیجیتال | ۱۳۴              | —                | —                | —                | —                | —                | —                | —                | —                | —                | | - جهان: ۳۰۰٬۰۰۰ - آمریکا: ۱۳۸٬۰۰۰                           |
| مجموعه تک‌آهنگ‌ها                                                               | - انتشار: ۱۰ نوامبر ۲۰۰۹ - ناشر: جایو - فرمت‌ها: سی‌دی، دیجیتال        | ۲۲               | ۲۳               | ۱۹               | —                | ۸۰               | ۲۶               | ۲۲               | —                | ۵۱               | ۳۸               | - استرالیا: طلا - بریتانیا: طلا - کانادا: طلا                                                                                         | - جهان: ۱٬۰۰۰٬۰۰۰ - آمریکا: ۲۶۶٬۰۰۰                         |
| بی در میکس: ریمیکس‌ها ۲                                                        | - انتشار: ۱۱ اکتبر ۲۰۱۱ - ناشر: آرسی‌ای - فرمت‌ها: سی‌دی، دیجیتال       | ۴۷               | —                | ۵۳               | ۵۷               | —                | —                | —                | —                | —                | ۱۷۱              | | - آمریکا: ۳۰٬۰۰۰                                            |
| اوه! باز هم دسته‌گل به آب دادم: بهترین بریتنی اسپیرز                           | - انتشار: ۱۸ ژوئن ۲۰۱۲ - ناشر: سونی - فرمت‌ها: سی‌دی، دیجیتال          | —                | —                | —                | —                | —                | —                | —                | —                | —                | —                | |                                                             |
| Playlist: The Very Best of Britney Spears                                     | - انتشار: ۶ نوامبر ۲۰۱۲ - ناشر: لگسی - فرمت‌ها: سی‌دی، دیجیتال         | ۱۱۱              | —                | —                | —                | —                | —                | —                | —                | —                | —                | | - آمریکا: ۱۶۱٬۰۰۰                                           |
| The Essential Britney Spears                                                  | - انتشار: ۲۰ اوت ۲۰۱۳ - ناشر: آرسی‌ای، لگسی - فرمت‌ها: سی‌دی، دیجیتال   | ۱۸۵              | —                | ۹۵               | —                | —                | —                | —                | —                | —                | —                | | - آمریکا: ۵۵٬۰۰۰                                            |
| نشانهٔ «—» مواردی را نشان می‌دهد که در آن کشور منتشر نشده یا به جدول نرسیده‌اند. |                                                                      |                  |                  |                  |                  |                  |                  |                  |                  |                  |                  | |                                                             |

### مجموعه‌ها
| عنوان                                            | جزئیات آلبوم                                             |
| ------------------------------------------------ | -------------------------------------------------------- |
| تک‌آهنگ‌ها                                         | - انتشار: ۵ سپتامبر ۲۰۰۰ - ناشر: سونی - فرمت: سی‌دی       |
| عزیزم یک بار دیگر … / وای!... دوباره انجامش دادم | - انتشار: ۲۶ نوامبر ۲۰۰۲ - ناشر: زامبا - فرمت: سی‌دی      |
| داخل محدوده / بریتنی                             | - انتشار: ۱ اکتبر ۲۰۰۷ - ناشر: سونی بی‌ام‌جی - فرمت: سی‌دی  |
| Greatest Hits: My Prerogative / Live and More!   | - انتشار: ۸ دسامبر ۲۰۰۸ - ناشر: جایو - فرمت: سی‌دی/دی‌وی‌دی |
| سیرک / خاموشی                                    | - انتشار: ۱۹ اکتبر ۲۰۱۰ - ناشر: سونی - فرمت: سی‌دی        |
| زن افسونگر / سیرک                                | - انتشار: ۲۷ اوت ۲۰۱۲ - ناشر: سونی - فرمت: سی‌دی، استریم  |
| ویژگی سه‌گانه                                     | - انتشار: ۹ اکتبر ۲۰۱۲ - ناشر: سونی - فرمت: سی‌دی         |
| داخل محدوده / سیرک                               | - انتشار: ۱۸ مارس ۲۰۱۳ - ناشر: سونی - فرمت: سی‌دی، استریم |
| زن افسونگر / بریتنی جین                          | - انتشار: ۱۴ اوت ۲۰۱۵ - ناشر: آرسی‌ای/لگسی - فرمت: سی‌دی   |

## آلبوم‌های چندآهنگه
| عنوان                    | جزئیات آلبوم                                        |
| ------------------------ | --------------------------------------------------- |
| داخل محدوده              | - انتشار: ۶ آوریل ۲۰۰۴ - ناشر: جایو - فرمت: سی‌دی    |
| بریتنی و کوین: هرج و مرج | - انتشار: ۲۷ سپتامبر ۲۰۰۵ - ناشر: جایو - فرمت: سی‌دی |
| کی کات در ریمکس          | - انتشار: ۲۰۰۵ - ناشر: جایو - فرمت: سی‌دی، ۱۲        |

## تک‌آهنگ‌ها

### به عنوان خواننده اصلی
| عنوان                                                                         | سال  | موقعیت‌های نمودار اوج | موقعیت‌های نمودار اوج | موقعیت‌های نمودار اوج | موقعیت‌های نمودار اوج | موقعیت‌های نمودار اوج | موقعیت‌های نمودار اوج | موقعیت‌های نمودار اوج | موقعیت‌های نمودار اوج | موقعیت‌های نمودار اوج | موقعیت‌های نمودار اوج | فروش                                                                           | گواهینامه‌ها | آلبوم                            |
| عنوان                                                                         | سال  | US                   | AUS                  | CAN                  | FRA                  | GER                  | IRE                  | NZ                   | سوئد                 | سوئیس                | UK                   | فروش                                                                           | گواهینامه‌ها | آلبوم                            |
| ----------------------------------------------------------------------------- | ---- | -------------------- | -------------------- | -------------------- | -------------------- | -------------------- | -------------------- | -------------------- | -------------------- | -------------------- | -------------------- | ------------------------------------------------------------------------------ | --- | -------------------------------- |
| «عزیزم یک بار دیگر…»                                                          | ۱۹۹۸ | ۱                    | ۱                    | ۱                    | ۱                    | ۱                    | ۱                    | ۱                    | ۱                    | ۱                    | ۱                    | - جهان: ۱۰,۰۰۰,۰۰۰ - آمریکا: ۱,۷۸۶,۰۰۰ - فرانسه: ۵۷۸,۰۰۰ - بریتانیا: ۱,۵۵۸,۰۵۴ | - آمریکا: پلاتین - استرالیا: ۳× پلاتین - بریتانیا: ۳× پلاتین - آلمان: ۳× طلا - بین المللی سوئد: پلاتین - بین المللی سوئیس: پلاتین - نیوزلند: پلاتین - فرانسه: پلاتین | ... عزیزم یک بار دیگر            |
| «بعضی وقت‌ها»                                                                  | ۱۹۹۹ | ۲۱                   | ۲                    | ۷                    | ۹                    | ۶                    | ۵                    | ۱                    | ۴                    | ۷                    | ۳                    | - فرانسه: ۱۴۰,۰۰۰ - بریتانیا: ۴۵۹,۲۰۰                                          | - استرالیا: پلاتین - بریتانیا: طلا - آلمان: طلا - بین المللی سوئد: پلاتین - بین المللی سوئیس: پلاتین - نیوزلند: پلاتین - فرانسه: طلا                                 | ... عزیزم یک بار دیگر            |
| «دیوانه(ام کردی)»                                                             | ۱۹۹۹ | ۱۰                   | ۱۲                   | ۳                    | ۲                    | ۴                    | ۳                    | ۲                    | ۴                    | ۵                    | ۵                    | - فرانسه: ۴۰۹,۰۰۰ - بریتانیا: ۲۸۶,۰۰۰                                          | - استرالیا: پلاتین - بریتانیا: نقره - آلمان: طلا - بین المللی سوئد: پلاتین - نیوزلند: طلا - فرانسه: طلا                                                              | ... عزیزم یک بار دیگر            |
| «زاده شدم برای شادی تو»                                                       | ۱۹۹۹ | —                    | —                    | —                    | ۹                    | ۳                    | ۱                    | —                    | ۲                    | ۳                    | ۱                    | - فرانسه: ۱۱۷,۰۰۰ - بریتانیا: ۳۳۵,۰۰۰                                          | - بریتانیا: نقره - آلمان: طلا - بین المللی سوئد: پلاتین - فرانسه: نقره                                                                                               | ... عزیزم یک بار دیگر            |
| «از ته قلب شکسته من»                                                          | ۱۹۹۹ | ۱۴                   | ۳۷                   | ۲۵                   | —                    | —                    | —                    | ۲۳                   | —                    | —                    | ۱۷۸                  | - آمریکا: ۱,۰۰۰,۰۰۰                                                            | - آمریکا: پلاتین | ... عزیزم یک بار دیگر            |
| «اوه!... باز هم دسته‌گل به آب دادم»                                            | ۲۰۰۰ | ۹                    | ۱                    | ۱                    | ۴                    | ۲                    | ۲                    | ۱                    | ۱                    | ۱                    | ۱                    | - آمریکا: ۴۲۶,۰۰۰ - فرانسه: ۱۷۲,۰۰۰ - بریتانیا: ۴۸۰,۴۰۰                        | - استرالیا: پلاتین - بریتانیا: پلاتین - آلمان: طلا - بین المللی سوئیس: طلا - نیوزلند: پلاتین - فرانسه: طلا                                                           | اوه!... باز هم دسته‌گل به آب دادم |
| «خوش‌شانس»                                                                     | ۲۰۰۰ | ۲۳                   | ۳                    | ۲                    | ۱۶                   | ۱                    | ۲                    | ۴                    | ۱                    | ۱                    | ۵                    |                                                                                | - استرالیا: پلاتین - بریتانیا: نقره - آلمان: طلا - بین المللی سوئد: پلاتین - نیوزلند: پلاتین - فرانسه: نقره                                                          | اوه!... باز هم دسته‌گل به آب دادم |
| «قوی‌تر»                                                                       | ۲۰۰۰ | ۱۱                   | ۱۳                   | ۹                    | ۲۰                   | ۴                    | ۶                    | ۱۵                   | ۴                    | ۶                    | ۷                    | - فرانسه: ۹۳,۰۰۰                                                               | - آمریکا: طلا - استرالیا: طلا - بریتانیا: نقره - آلمان: طلا - فرانسه: نقره                                                                                           | اوه!... باز هم دسته‌گل به آب دادم |
| «نگذار من آخرین کسی باشم که می‌داند»                                           | ۲۰۰۱ | —                    | —                    | —                    | ۲۷                   | ۱۲                   | ۱۲                   | —                    | ۱۲                   | ۹                    | ۱۲                   |                                                                                | | اوه!... باز هم دسته‌گل به آب دادم |
| «من برده تو هستم»                                                             | ۲۰۰۱ | ۲۷                   | ۷                    | ۸                    | ۸                    | ۳                    | ۶                    | ۱۳                   | ۷                    | ۷                    | ۴                    | - آمریکا: ۴۲۳,۰۰۰ - فرانسه: ۱۹۷,۰۰۰                                            | - استرالیا: طلا - بریتانیا: نقره - بین المللی سوئد: طلا - فرانسه: نقره                                                                                               | بریتنی                           |
| «حفاظتی بیش از حد»                                                            | ۲۰۰۱ | ۸۶                   | ۱۶                   | ۲۲                   | ۱۵                   | —                    | ۹                    | —                    | ۲                    | —                    | ۴                    | - فرانسه: ۱۸۸,۰۰۰                                                              | - استرالیا: طلا - بین المللی سوئد: طلا - فرانسه: نقره | بریتنی                           |
| «دختر نیستم، هنوز زن هم نشده‌ام»                                               | ۲۰۰۲ | —                    | ۷                    | —                    | ۲۵                   | ۱۰                   | ۳                    | ۴۰                   | ۴                    | ۱۶                   | ۲                    |                                                                                | - استرالیا: طلا - بریتانیا: نقره | بریتنی                           |
| «عاشق راک‌اندرولم»                                                             | ۲۰۰۲ | —                    | ۱۳                   | —                    | —                    | ۷                    | ۸                    | —                    | —                    | ۱۵                   | ۱۳                   |                                                                                | - استرالیا: طلا | بریتنی                           |
| «پیش‌بینی»                                                                     | ۲۰۰۲ | —                    | —                    | —                    | ۳۸                   | —                    | —                    | —                    | —                    | —                    | —                    |                                                                                | | بریتنی                           |
| «پسرها» (با همراهی فارل ویلیامز)                                              | ۲۰۰۲ | —                    | ۱۴                   | ۲۱                   | ۵۵                   | ۱۹                   | ۱۰                   | ۳۹                   | ۱۱                   | ۲۰                   | ۷                    |                                                                                | - استرالیا: طلا | بریتنی                           |
| «من در برابر موسیقی» (با همراهی مدونا)                                        | ۲۰۰۳ | ۳۵                   | ۱                    | ۲                    | ۱۱                   | ۵                    | ۱                    | ۱۳                   | ۱۳                   | ۴                    | ۲                    | - آمریکا: ۳۱۰,۰۰۰ - بریتانیا: ۲۴۰,۰۰۰                                          | - استرالیا: پلاتین | داخل محدوده                      |
| «سمی»                                                                         | ۲۰۰۴ | ۹                    | ۱                    | ۱                    | ۳                    | ۴                    | ۱                    | ۲                    | ۲                    | ۴                    | ۱                    | - آمریکا: ۲,۳۰۰,۰۰۰ - فرانسه: ۱۵۷,۰۰۰ - بریتانیا: ۴۳۶,۲۰۰                      | - آمریکا: طلا - استرالیا: پلاتین - بریتانیا: پلاتین - بین المللی سوئد: طلا - نیوزلند: طلا - فرانسه: نقره                                                             | داخل محدوده                      |
| «هربار»                                                                       | ۲۰۰۴ | ۱۵                   | ۱                    | ۲                    | ۲                    | ۴                    | ۱                    | —                    | ۳                    | ۶                    | ۱                    | - فرانسه: ۱۴۲,۰۰۰ - بریتانیا: ۳۶۳,۰۰۰                                          | - آمریکا: طلا - استرالیا: طلا - آلمان: طلا - بریتانیا: طلا - بین المللی سوئد: طلا - فرانسه: نقره                                                                     | داخل محدوده                      |
| «تکان‌دهنده»                                                                   | ۲۰۰۴ | ۷۹                   | —                    | —                    | —                    | —                    | —                    | —                    | —                    | —                    | —                    |                                                                                | | داخل محدوده                      |
| «حق مخصوص من»                                                                 | ۲۰۰۴ | —                    | ۷                    | —                    | ۱۸                   | ۳                    | ۱                    | ۱۷                   | ۶                    | ۴                    | ۳                    | - آمریکا: ۳۷۴,۰۰۰                                                              | - استرالیا: طلا - بین المللی سوئد: طلا | بهترین آهنگ‌ها: میراث من          |
| «کاری کن»                                                                     | ۲۰۰۵ | ۱۰۰                  | ۸                    | ۱۶                   | ۷۰                   | ۱۸                   | ۴                    | —                    | ۱۰                   | ۱۱                   | ۶                    |                                                                                | - استرالیا: طلا | بهترین آهنگ‌ها: میراث من          |
| «روزی (خواهم فهمید)»                                                          | ۲۰۰۵ | —                    | —                    | —                    | —                    | ۲۲                   | —                    | —                    | ۱۰                   | ۸                    | —                    |                                                                                | | بریتنی و کوین: هرج و مرج         |
| «باز هم می‌خوام»                                                               | ۲۰۰۷ | ۳                    | ۳                    | ۱                    | ۵                    | ۷                    | ۲                    | ۱۵                   | ۲                    | ۴                    | ۳                    | - آمریکا: ۱,۸۴۰,۰۰۰ - فرانسه: ۳۵,۰۰۰                                           | - آمریکا: پلاتین - استرالیا: طلا - بریتانیا: نقره - کانادا: طلا | خاموشی                           |
| «تکه‌ای از من»                                                                 | ۲۰۰۷ | ۱۸                   | ۲                    | ۵                    | —                    | ۷                    | ۱                    | ۴                    | ۹                    | ۱۹                   | ۲                    | - آمریکا: ۱,۹۰۰,۰۰۰ - بریتانیا: ۲۷۶,۰۰۰                                        | - آمریکا: پلاتین - استرالیا: پلاتین - بریتانیا: نقره - بین المللی سوئد: طلا - نیوزلند: طلا                                                                           | خاموشی                           |
| «سر حرف را باز کن»                                                            | ۲۰۰۸ | ۴۳                   | ۲۳                   | ۹                    | —                    | ۲۵                   | ۷                    | ۲۴                   | ۱۱                   | ۶۳                   | ۱۵                   |                                                                                | | خاموشی                           |
| «زن‌باز»                                                                       | ۲۰۰۸ | ۱                    | ۵                    | ۱                    | ۱                    | ۴                    | ۲                    | ۹                    | ۱                    | ۲                    | ۳                    | - آمریکا: ۳,۵۰۰,۰۰۰ - فرانسه: ۲۱۸,۴۹۰ - بریتانیا: ۴۵۰,۳۰۰                      | - استرالیا: پلاتین - بریتانیا: پلاتین - بین المللی سوئد: طلا - نیوزلند: طلا                                                                                          | سیرک                             |
| «سیرک»                                                                        | ۲۰۰۸ | ۳                    | ۶                    | ۲                    | —                    | ۱۱                   | ۱۲                   | ۴                    | ۶                    | ۱۹                   | ۱۳                   | - جهان: ۵,۵۰۰,۰۰۰ - آمریکا: ۳,۲۰۰,۰۰۰ - بریتانیا: ۲۲۷,۴۰۰                      | - استرالیا: پلاتین - بریتانیا: نقره - نیوزلند: طلا |                                  |
| «اگر دنبال امی هستی»                                                          | ۲۰۰۹ | ۱۹                   | ۱۱                   | ۱۳                   | —                    | ۳۶                   | ۱۱                   | ۱۷                   | ۱۳                   | ۶۱                   | ۲۰                   | - آمریکا: ۱,۳۰۰,۰۰۰ - فرانسه: ۴۰,۷۰۰                                           | - استرالیا: طلا |                                  |
| «رادار»                                                                       | ۸۸   | ۴۶                   | ۶۵                   | ۴۴                   | —                    | ۳۲                   | ۳۲                   | ۸                    | —                    | ۴۶                   |                      |                                                                                | |                                  |
| «۳»                                                                           | ۱    | ۶                    | ۱                    | ۱۰                   | ۱۸                   | ۷                    | ۱۲                   | ۲                    | ۸                    | ۷                    | - آمریکا: ۲,۴۰۰,۰۰۰  | - استرالیا: پلاتین - بریتانیا: نقره - کانادا: ۲× پلاتین - نیوزلند: طلا         | مجموعه تک‌آهنگ‌ها |                                  |
| «علیه من به‌کار می‌بری»                                                         | ۲۰۱۱ | ۱                    | ۴                    | ۱                    | ۳۱                   | ۲۳                   | ۵                    | ۱                    | ۹                    | ۷                    | ۶                    | - آمریکا: ۱,۶۰۰,۰۰۰                                                            | - استرالیا: پلاتین - بریتانیا: نقره - بین المللی سوئد: ۲× پلاتین - نیوزلند: طلا                                                                                      | زن افسونگر                       |
| «تا دنیا دنیاست» (همراه با نسخه نیکی میناژ و کشا)                             | ۲۰۱۱ | ۳                    | ۸                    | ۴                    | ۸                    | ۲۷                   | ۷                    | ۱۰                   | ۴                    | ۷                    | ۲۱                   | - آمریکا: ۳,۰۰۰,۰۰۰ - فرانسه: ۱۰۴,۸۰۰ - بریتانیا: ۱۱۷,۴۰۰                      | - استرالیا: ۲× پلاتین - بریتانیا: نقره - بین المللی سوئد: ۳× پلاتین - بین المللی سوئیس: طلا - نیوزلند: طلا                                                           | زن افسونگر                       |
| «می‌خوام برم»                                                                  | ۲۰۱۱ | ۷                    | ۳۱                   | ۵                    | ۵                    | ۳۲                   | ۴۱                   | ۲۲                   | ۳۰                   | ۲۷                   | ۱۱۱                  | - آمریکا: ۱,۷۸۰,۰۰۰ - فرانسه: ۸۳,۷۰۰                                           | - استرالیا: طلا - بین المللی سوئد: پلاتین | زن افسونگر                       |
| «مجرم»                                                                        | ۲۰۱۱ | ۵۵                   | —                    | ۱۶                   | ۱۳                   | —                    | —                    | —                    | ۳۶                   | ۳۳                   | —                    | - آمریکا: ۲۷۹,۰۰۰                                                              | | زن افسونگر                       |
| «جیغ و داد» (همراه ویل.آی.ام)                                                 | ۲۰۱۲ | ۳                    | ۲                    | ۱                    | ۱                    | ۱                    | ۱                    | ۱                    | ۲                    | ۱                    | ۱                    | - فرانسه: ۲۰۵,۸۰۰ - بریتانیا: ۸۷۶,۰۰۰                                          | - آمریکا: ۳× پلاتین - استرالیا: ۶× پلاتین - بریتانیا: پلاتین - آلمان: ۳× پلاتین - GLF: ۳× پلاتین - بین المللی سوئیس: ۲× پلاتین - نیوزلند: ۲× پلاتین                  | قدرت ویل                         |
| «اوه لا لا»                                                                   | ۲۰۱۳ | ۵۴                   | —                    | ۳۷                   | ۷۳                   | ۸۶                   | —                    | —                    | —                    | —                    | ۷۲                   |                                                                                | | اسمورف‌ها ۲                       |
| «سلیطه کار کن»                                                                | ۲۰۱۳ | ۱۲                   | ۲۲                   | ۵                    | ۶                    | ۳۶                   | ۱۳                   | ۲۸                   | ۳۰                   | ۲۶                   | ۷                    | - آمریکا: ۹۶۷,۰۰۰ - فرانسه: ۳۴,۲۰۰                                             | - آمریکا: پلاتین - استرالیا: پلاتین - بین المللی سوئد: پلاتین - کانادا: پلاتین - بریتانیا: نقره                                                                      | بریتنی جین                       |
| «عطر»                                                                         | ۲۰۱۳ | ۷۶                   | ۶۱                   | ۷۰                   | ۳۴                   | ۷۸                   | ۳۶                   | —                    | —                    | ۷۴                   | —                    |                                                                                | | بریتنی جین                       |
| «دختران زیبا» (همراه ایگی آزیلیا)                                             | ۲۰۱۵ | ۲۹                   | ۲۷                   | ۱۶                   | ۲۵                   | ۸۸                   | ۶۰                   | —                    | —                    | —                    | ۱۶                   |                                                                                | | Non-album single                 |
| «مرا بساز …» (همراه جی-ایزی)                                                  | ۲۰۱۶ | ۱۷                   | ۳۹                   | ۲۰                   | ۱۱                   | ۷۱                   | ۵۱                   | —                    | —                    | ۵۸                   | ۴۲                   | - آمریکا: ۹۶,۰۰۰                                                               | - آمریکا: پلاتین - کانادا: طلا | افتخار                           |
| «مهمانی چرت زدن» (همراه تیناشی)                                               | ۲۰۱۶ | ۸۶                   | —                    | ۵۱                   | ۱۲۱                  | —                    | —                    | —                    | —                    | —                    | —                    |                                                                                | | افتخار                           |
| نشانهٔ «—» مواردی را نشان می‌دهد که در آن کشور منتشر نشده یا به جدول نرسیده‌اند. |      |                      |                      |                      |                      |                      |                      |                      |                      |                      |                      |                                                                                | |                                  |

### به عنوان هنرمند مهمان
| عنوان                                                                         | سال  | Peak chart positions | Peak chart positions | Peak chart positions | Peak chart positions | Peak chart positions | Peak chart positions | Peak chart positions | Peak chart positions | Peak chart positions | Peak chart positions | گواهی‌نامه‌ها                                                      | آلبوم            |
| عنوان                                                                         | سال  | آمریکا               | استرالیا             | کانادا               | فرانسه               | آلمان                | ایرلند               | نیوزلند              | سوئد                 | سوئیس                | بریتانیا             | گواهی‌نامه‌ها                                                      | آلبوم            |
| ----------------------------------------------------------------------------- | ---- | -------------------- | -------------------- | -------------------- | -------------------- | -------------------- | -------------------- | -------------------- | -------------------- | -------------------- | -------------------- | ---------------------------------------------------------------- | ---------------- |
| «چه خبر است» (در میان هنرمندان علیه ایدز در سراسر جهان)                       | ۲۰۰۱ | ۲۷                   | ۳۸                   | —                    | ۵۵                   | ۳۵                   | ۸                    | ۱۸                   | ۱۹                   | ۱۶                   | ۶                    |                                                                  | چه خبر است       |
| «اس و ام» (ریمیکس) (ریانا با همراهی بریتنی اسپیرز)                            | ۲۰۱۱ | ۱                    | —                    | ۱                    | —                    | ۲                    | ۳                    | ۲                    | ۲                    | ۲                    | —                    | - استرالیا: ۴× پلاتین - بین المللی سوئد: طلا - آمریکا: ۴× پلاتین | Non-album single |
| «غذاخوری تام» (جورجو مورودر با همراهی بریتنی اسپیرز)                          | ۲۰۱۵ | —                    | —                    | —                    | ۱۴۶                  | —                    | —                    | —                    | —                    | —                    | —                    |                                                                  | دژا وو           |
| «دست‌ها» (در میان هنرمندان برای حادثه اورلندو)                                 | ۲۰۱۶ | —                    | —                    | —                    | —                    | —                    | —                    | —                    | —                    | —                    | —                    |                                                                  | Non-album single |
| نشانهٔ «—» مواردی را نشان می‌دهد که در آن کشور منتشر نشده یا به جدول نرسیده‌اند. |      |                      |                      |                      |                      |                      |                      |                      |                      |                      |                      |                                                                  |                  |

### ترانه‌های تبلیغاتی
| عنوان                                                                         | سال  | موقعیت‌های اوج نمودار | موقعیت‌های اوج نمودار | موقعیت‌های اوج نمودار | موقعیت‌های اوج نمودار | موقعیت‌های اوج نمودار | موقعیت‌های اوج نمودار | موقعیت‌های اوج نمودار | موقعیت‌های اوج نمودار | موقعیت‌های اوج نمودار | موقعیت‌های اوج نمودار | گواهی‌نامه‌ها                  | آلبوم                            |
| عنوان                                                                         | سال  | آمریکا               | آمریکا               | استرالیا             | دانمارک              | فرانسه               | آلمان                | ایرلند               | هلند                 | سوئد                 | سوئیس                | گواهی‌نامه‌ها                  | آلبوم                            |
| ----------------------------------------------------------------------------- | ---- | -------------------- | -------------------- | -------------------- | -------------------- | -------------------- | -------------------- | -------------------- | -------------------- | -------------------- | -------------------- | ---------------------------- | -------------------------------- |
| «تو تمومش کردی»                                                               | ۲۰۰۰ | —                    | —                    | —                    | —                    | —                    | —                    | —                    | —                    | —                    | —                    |                              | اوه!... باز هم دسته‌گل به آب دادم |
| «تنها آرزوی من (امسال)»                                                       | ۲۰۰۰ | —                    | ۴۹                   | ۶۳                   | ۱۴                   | —                    | ۳۳                   | ۸۳                   | ۵۷                   | ۴۱                   | ۷۶                   | - بین المللی دانمارک: پلاتین | کریسمس پلاتین                    |
| «وقتی چشمان تو این‌حرف را می‌زند»                                               | ۲۰۰۰ | —                    | —                    | —                    | —                    | —                    | —                    | —                    | —                    | —                    | —                    |                              | اوه!... باز هم دسته‌گل به آب دادم |
| «همین حالا (پیروزی را چشید)»                                                  | ۲۰۰۱ | —                    | —                    | —                    | —                    | —                    | —                    | —                    | —                    | —                    | —                    |                              | Non-album single                 |
| «من تازه شروع کردم (تفریح من)»                                                | ۲۰۰۴ | —                    | —                    | —                    | —                    | —                    | —                    | —                    | —                    | —                    | —                    |                              | بهترین آهنگ‌ها: میراث من          |
| «و بعد ما همدیگر را می‌بوسیم»                                                  | ۲۰۰۵ | ۱۵                   | —                    | —                    | —                    | —                    | —                    | —                    | —                    | —                    | —                    |                              | بی در میکس: ریمیکس‌ها             |
| «نمایش شخصی»                                                                  | ۲۰۱۶ | —                    | —                    | —                    | —                    | ۱۴۱                  | —                    | —                    | —                    | —                    | —                    |                              | افتخار                           |
| «بدترکیب»                                                                     | ۲۰۱۶ | —                    | —                    | —                    | —                    | ۱۴۲                  | —                    | —                    | —                    | —                    | —                    |                              | افتخار                           |
| «می‌خوای بری؟»                                                                 | ۲۰۱۶ | —                    | —                    | —                    | —                    | ۱۳۴                  | —                    | —                    | —                    | —                    | —                    |                              | افتخار                           |
| نشانهٔ «—» مواردی را نشان می‌دهد که در آن کشور منتشر نشده یا به جدول نرسیده‌اند. |      |                      |                      |                      |                      |                      |                      |                      |                      |                      |                      |                              |                                  |

## سایر آهنگ‌های چارتری
| «همه»                                                                         | ۲۰۰۷ | —  | ۸۱ | —   | —  | — | —   | خاموشی     |
| «از همه چی بریدن»                                                             | ۲۰۰۸ | —  | —  | —   | ۳۲ | — | —   | سیرک       |
| «چراغ‌ها رونابود کن»                                                           | ۲۰۰۸ | —  | —  | —   | —  | — | —   | سیرک       |
| «شیشه شکسته»                                                                  | ۲۰۰۸ | ۷۰ | ۷۵ | —   | —  | — | ۱۹۲ | سیرک       |
| «بالا و پایین»                                                                | ۲۰۱۱ | —  | —  | —   | —  | — | —   | زن افسونگر |
| «اس‌ام‌اس (بنگرز)» (مایلی سایرس با همراهی بریتنی اسپیرز)                        | ۲۰۱۳ | —  | —  | —   | —  | — | ۱۵۷ | بنگرز      |
| «بیگانه»                                                                      | ۲۰۱۳ | —  | —  | ۱۴۷ | —  | — | —   | بریتنی جین |
| نشانهٔ «—» مواردی را نشان می‌دهد که در آن کشور منتشر نشده یا به جدول نرسیده‌اند. |      |    |    |     |    |   |     |            |

## سایر
| عنوان                                                               | سال  | با همکاری                           | آلبوم                    |
| ------------------------------------------------------------------- | ---- | ----------------------------------- | ------------------------ |
| «سودا پاپ»                                                          | ۱۹۹۸ | None                                | Pokémon: The First Movie |
| «فکر کردن دربارهٔ تو»                                                | ۱۹۹۹ | None                                | MTV Party to Go          |
| «پیاده‌روی با»                                                       | ۲۰۰۰ | None                                | Love Radio ۲             |
| «مثل یک باکره» / «هالیوود» (اجرا در جایزه موزیک ویدئوی ام‌تی‌وی ۲۰۰۳) | ۲۰۰۳ | مدونا، کریستینا آگیلرا و میسی الیوت | Remixed & Revisited      |
| «ما تو را به جنب‌وجوش می‌اندازیم»                                     | ۲۰۰۴ | بیانسه و پینک                       | Pepsi: Dare For More     |
| «(من کردم) بوم بوم»                                                 | ۲۰۰۴ | Ying Yang Twins                     | دختران سفیدپوست          |
| «دیوانه»                                                            | ۲۰۰۶ | کوین فردرلین                        | Playing with Fire        |
| «مونا لیزا»                                                         | ۲۰۰۶ | None                                | Ultimix ۱۲۱              |
| «اس‌ام‌اس (بنگرز)»                                                    | ۲۰۱۳ | مایلی سایرس                         | بنگرز                    |

## به عنوان ترانه‌سرا
| ترانه                    | سال  | هنرمند          | آلبوم                  |
| ------------------------ | ---- | --------------- | ---------------------- |
| «دنبالم کن»              | ۲۰۰۵ | جیمی لین اسپیرز | Zoey ۱۰۱: Music Mix    |
| "PopoZão"                | ۲۰۰۶ | کوین فردرلین    | —                      |
| «آماده نیستی»            | ۲۰۰۶ | کوین فردرلین    | —                      |
| «ببین چه کسی صحبت می‌کند» | ۲۰۰۹ | بوآ             | بوآ                    |
| «شلاق»                   | ۲۰۱۱ | سلنا گومز و سین | وقتی خورشید غروب می‌کند |

## یادداشت ها
1. ↑  As of March 2015, Britney has sold 4,400,000 copies in the US according to Nielsen SoundScan,[۵۸] with additional 588,000 sold at BMG Music Clubs.[۵۹] Nielsen SoundScan does not count albums sold through clubs like the BMG Music Service, which were significantly popular in the 1990s.[۶۰]
2. ↑  "I'm Not a Girl, Not Yet a Woman" did not enter the Billboard Hot 100, but peaked at number 2 on the Bubbling Under Hot 100 Singles chart.[۱۳۲]
3. ↑  "Boys (The Co-Ed Remix)" did not enter the Billboard Hot 100, but peaked at number 22 on the Bubbling Under Hot 100 Singles chart.[۱۳۴]
4. ↑  "My Prerogative" did not enter the Billboard Hot 100, but peaked at number 1 on the Bubbling Under Hot 100 Singles chart.[۱۴۲]
5. ↑  "Make Me..." did not enter the NZ Top 40 Singles Chart, but peaked at number 3 on the NZ Heatseekers Singles Chart.[۱۷۲]
6. ↑  "Make Me..." did not enter the Swedish Singellista Chart, but peaked at number 5 on the Swedish Heatseekers Singles Chart.[۱۷۳]
7. ↑  "Out from Under" did not enter the Billboard Hot 100, but peaked at number 19 on the Bubbling Under Hot 100 Singles chart.[۱۹۸]
8. ↑  "Kill the Lights" did not enter the Billboard Hot 100, but peaked at number 11 on the Bubbling Under Hot 100 Singles chart.[۱۹۸]
9. ↑  "Up n' Down" did not enter the Billboard Hot 100, but peaked at number 10 on the Bubbling Under Hot 100 Singles chart.[۱۹۹]
10. ↑  "SMS (Bangerz)" did not enter the Billboard Hot 100, but peaked at number 10 on the Bubbling Under Hot 100 Singles chart.[۲۰۰]
11. ↑  "Alien" did not enter the Billboard Hot 100, but peaked at number 8 on the Bubbling Under Hot 100 Singles chart.[۲۰۱]